# 東北合神ミライガー
東北合神ミライガー（とうほくがっしんミライガー）は、東北6県のヒーローの力を集結させた、架空の合体ヒーロー。

## 概要
東北合神ミライガーは、「ヒーローを通じて被災地の子ども達の未来にエールを送ること」をテーマに創作された。「東北合神ミライガープロジェクト」のプロデューサーを海老名保が務める。
宮城県を母体として東北6県の力を集結させており、そのパワーは東北各地の名産品から得ているという設定である。また、940万人の応援の結晶とされる「一致団結・東北六剣」を操る。存在自体が他の東北のご当地ヒーローとのコラボでもあり、太腿は秋田県の超神ネイガー、肩は山形県の出羽戦士ガ・サーン、腕は岩手県の岩鉄拳チャグマオー、脚は福島県のサファリの戦士白虎タイガー、ベルト脇の陰陽魚（太極図）は青森県の跳神ラッセイバーである。なお、背には青森を象徴するねぷたの鏡絵が、胴体は秋田のなまはげデザインされているが、ネイガー、ラッセイバーにその様なデザインはない。
2012年5月より各地のイオンモールで「ミライガーショー」が開催されているほか、2012年8月11日開催の「スーパーヒーロー魂2012 ”夏の陣”」にも登場した。

## テーマソング
東映の特撮ヒーロー番組の主題歌やBGMを数多く担当している渡辺宙明の作曲によるテーマソングを、やはり数多くのヒーローソングでおなじみの水木一郎が歌う。
テーマソング
「東北合神ミライガー」
作詞 - 高橋大 / 作曲 - 渡辺宙明 / 編曲 - 猪股義周 / 歌 - 水木一郎
「いつも未来が」
作詞 - 高橋大 / 作曲 - 渡辺宙明 / 編曲 - 猪股義周 / 歌 - 水木一郎
ティー ワイ エンタテインメントより2012年8月22日発売。

## タイ版
2016年、海外展開第1弾としてタイ王国で「MIRAIGAR T1」の名称で放送。タイ現地用にキャラクター造形、キャスティングを改めているが、テーマソングは水木の歌う日本語版をそのまま使用する。
2017年12月3日からキャスティングを一部変更した第2シーズン（以下S2）をスタートする。

### タイ版スタッフ
- 企画・原作・キャラクターデザイン・アクションスーパーバイザー：海老名保
- エクゼクティブ・プロデューサー：吉田就彦
- エクゼクティブ・プロデューサー：畠中敏成
- プロデューサー：新鞍トシヤ（Journal Entertainment Tribute）、成田佑樹（ヴィジュアルスペース、S1）、Treetape Thaikurupant 、Anawat Anukoon、見山謙一郎（S2）
- 音楽プロデューサー：本地大輔
- 監督：TIN TUN Dhanop
- ストーリー構成：宇井孝司
- 脚本：宇井孝司、田中麻美、Pan Nithakorn（S1）、Sathira Phanwongsa（S1）、大杉誠志郎（S2）、清野拓人（S2）
- アクションアドバイザー：柏崎博志（S2）、翁長大輔（S2）
- 製作：正義の味方/Courage Force, Inc.（S1）、カレッジフォース（S2）
- 製作協力：JINLOE MEDIA WORK Co., Ltd.、沖縄映像センター（S2）

### タイ版キャスト

#### シーズン1
- 青年・パーキン(MIRAIGAR T1) :Tod (Pranapong Khaisang )
- :Sa-Kun (Karnyaphak Pongsak)
- 魔神Kong-Pob :Donut (Nachawat Jaidang)
- Tin (police) :Ducth (Nattkit Taengthai)
- Aood (police) :Nine (Gunwut Anonrat)
- Mark :Peak (Peemapol Panichtamrong)
- Ter :Nice (Wichpol Somkid)
- Bai-Tong :Ploynoii (Ravintera Panpattana)
- 天才科学少女ファム :Liu Yang Yang
- Bai-Tong Grandmother :Ammp (Pornphen Fah-Amnuay)
- Tep-Maan :Tar(Ekkachan Charoensan)
- To-Sa-Kung : Ben (Ben Busarakamwong)
- Mo-ha-Kung : Mew (Greek Yuangmanee)
- Lo-pha-kung : New (Tharavee Wadvichid)
- Tohoku-united God Miraigar :
- Bank(Suwattana Takanratti)
- Miraigar dragon : Prem (Jettarat Sahananporn)
- Miraigar tiger : Title (Phauethikorn Chaichongcharoen)

#### シーズン2
- 研究者サカット　(MIRAIGAR T1) : Earth ( Pirapat watthanasetsiri )
- 科学少年サバイ: Keng ( Kannapat)
- 武道家リカ : Bonut ( Warintorn)
- シャーム先生 : A (Nutwajee)
- Smile : Lynny (Parintorn)
- 魔神Tep-maan
- 科学者X : Tum (Thanakrit)
- カナイ：翁長大輔
- リナ：秋元裕稀
- チンピラ：福田創、小笠原道拓

### タイ版主題歌
タイトル：「東北合神ミライガー」⇒タイ語版「โทโฮคุกักชิน มิไรการ์」
作詞 - 高橋大 / 作曲 - 渡辺宙明 / 編曲 - 猪股義周 / 歌 - 水木一郎
第2シーズンではタイの歌手、Kangも加わった「水木一郎& Kang」として担当。

### タイ版エンディングテーマ
タイトル：「Smile Smile Smile」⇒タイ語版「ยิ้ม ยิ้ม ยิ้ม」
作詞 - 石川絵理 / 作曲・編曲 - 渡部チェル / 歌唱 - Sa-Kun, Ploynoii & Liu Yang Yang とタイの子供たち / ダンス振付：南流石